# Reichenbach (Mömbris)

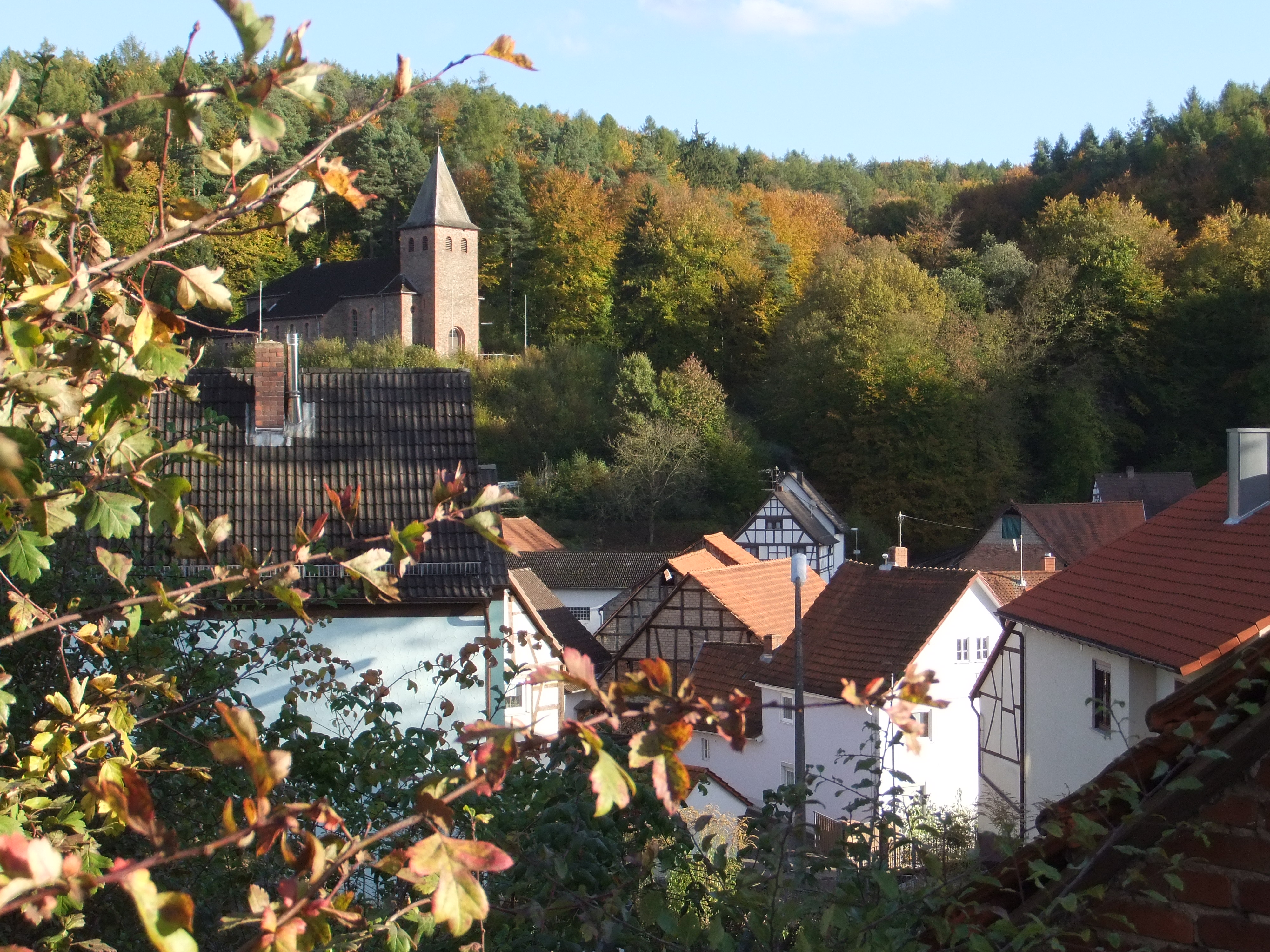
Reichenbach von Westen

Reichenbach ist ein Gemeindeteil des Marktes Mömbris im unterfränkischen Landkreis Aschaffenburg in Bayern.

## Geographie
Das Kirchdorf Reichenbach liegt am Rande des Spessarts im Kahlgrund auf 225 m ü. NN zwischen Mömbris und Johannesberg am gleichnamigen Reichenbach. Nördlich von Reichenbach befinden sich die Dörfer Hohl, Gunzenbach und Rothengrund. Im Westen liegt der Ort Rückersbach. Der topographisch höchste Punkt der Dorfgemarkung befindet sich nordöstlich von Rückersbach mit 385 m ü. NHN (Lage), der niedrigste liegt an der Mündung des Hohlenbaches in den Reichenbach auf 194 m ü. NHN (Lage).

### Nachbargemarkungen
Folgende Gemarkungen grenzen an das Ortsgebiet von Reichenbach:
|                             | Hohl                                        | Mömbris (mit Rothengrund) |
| Rückersbach (mit Sternberg) | Kompassrose, die auf Nachbargemeinden zeigt | Daxberg                   |
|                             | Oberafferbach                               | Johannesberg              |

## Name

### Etymologie
Seinen Namen hat Reichenbach vom gleichnamigen Reichenbach, der den Ort durchfließt und bei Mömbris in die Kahl mündet. Im Kahlgründer Dialekt wird der Ort „Reichemich“ genannt.

### Frühere Schreibweisen
Frühere Schreibweisen des Ortes aus diversen historischen Karten und Urkunden:
- 1312 Richenbach
- 1322 Richinbach

## Geschichte
Die Gemeinde Reichenbach gehörte zum Bezirksamt Alzenau, das am 1. Juli 1862 gebildet wurde. Dieses wurde am 1. Januar 1939 zum Landkreis Alzenau in Unterfranken. Mit dessen Auflösung kam Reichenbach am 1. Juli 1972 in den neu gebildeten Landkreis Aschaffenburg.
Im Rahmen der Gebietsreform in Bayern wurde am 1. Januar 1976 die bis dahin selbständige Gemeinde Reichenbach in den Markt Mömbris eingegliedert.
Reichenbach ist der älteste Ortsteil des Marktes. Am 5. Mai 1996 wurde die Tausendjahrfeier begangen.

### Einwohnerentwicklung
| Jahr | Einwohner |
| ---- | --------- |
| 1871 | 228       |
| 1880 | 212       |
| 1900 | 235       |
| 1910 | 264       |
| 1919 | 250       |
| 1925 | 248       |

| Jahr | Einwohner |
| ---- | --------- |
| 1939 | 280       |
| 1946 | 314       |
| 1961 | 289       |
| 1970 | 343       |
| 1971 | 339       |
| 1981 | 326       |

| Jahr | Einwohner |
| ---- | --------- |
| 2013 | 386       |
| 2022 | 392       |

## Kirche

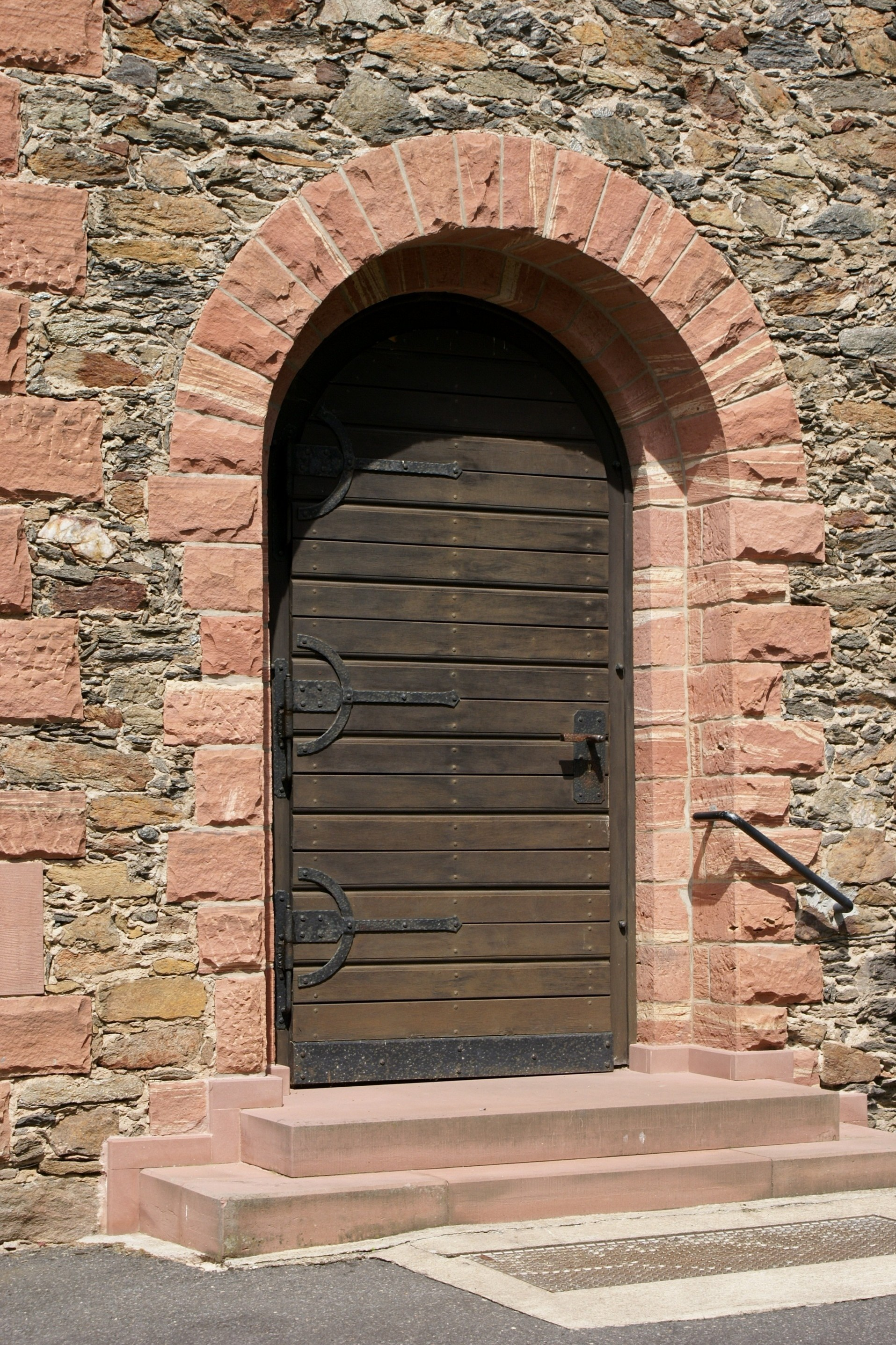
Der Seiteneingang der Ortskirche

Die Kirche von Reichenbach befindet sich etwas außerhalb des Ortes auf einer Anhöhe an der Staatsstraße 2309 Richtung Johannesberg. Am 3. Oktober 1948 wurde dafür der Grundstein gelegt. Die Weihe fand an Pfingsten, dem 2. und 3. Juni 1952 auf den Namen Auxilium Christianorum (lat. für Maria, Hilfe der Christen) statt.